# Луис Чавес
Луис Херардо Чавес Магальон (на испански: Luis Gerardo Chávez Magallón)  е мексикански футболист роден на 15 януари 1996 г. в Сиудад Гусман, щат Халиско атакуващ нападател на руския Динамо Москва и националния отбор на Мексико.

## Успехи

### Пачука
- Шампион на Мексико (1): 2022 - Апертура